# Eduardo González Valiño
Eduardo González Valiño (La Coruña, 14 de abril de 1911-Ib., 21 de octubre de 1979), más conocido como Chacho, fue un futbolista español que jugaba en la demarcación de delantero.

## Biografía
Debutó como futbolista en 1927 con el Deportivo de La Coruña, jugando en la Segunda División de España. Jugó en el club hasta 1934 —obteniendo como mejor resultado una cuarta posición en 1932—, año el que fichó por el Atlético de Madrid por dos temporadas —quien acababa de ascender a la Primera División—, quedando en séptima y undécima posición respectivamente, relegándole de categoría, aunque tras el estallido de la Guerra Civil, no descendió. Tras el suceso, fichó de nuevo por el Deportivo de la Coruña, jugando de nuevo en la Segunda División, aunque en 1941, tras quedar en segunda posición, ascendió a la máxima categoría del fútbol español, consiguiendo además una cuarta posición en su primera temporada en Primera División. En la temporada 1941/1942 y 1942/1943, ejerció el cargo de jugador-entrenador, hasta que finalmente se retiró de los campos de juego en 1943. En 1951 volvió al Depor para entrenar al club por una temporada, obteniendo la undécima posición en liga.
Falleció el 21 de octubre de 1979 en La Coruña a los 68 años de edad.

## Selección nacional
Jugó un total de tres partidos con la selección de fútbol de España. Hizo su debut el 21 de mayo de 1933 ante Bulgaria en un partido amistoso que finalizó con un resultado de 13-0 a favor del combinado español, marcando Chacho un total de seis goles en dicho partido. Su segundo encuentro con la selección se celebró el 11 de marzo de 1934 contra Portugal en un partido de clasificación para la Copa Mundial de Fútbol de 1934, donde volvió a anotar un gol. Su tercer y último partido lo jugó en la Copa Mundial de Fútbol de 1934 contra Italia, finalizando el partido con un resultado de derrota por 1-0.

### Participaciones en Copas del Mundo
| Mundial                        | Sede   | Resultado        | Partidos | Goles |
| ------------------------------ | ------ | ---------------- | -------- | ----- |
| Copa Mundial de Fútbol de 1934 | Italia | Cuartos de final | 1        | 0     |

## Clubes

### Como futbolista
| Club                   | País   | Año         | Partidos | Goles |
| ---------------------- | ------ | ----------- | -------- | ----- |
| Deportivo de La Coruña | España | 1927 - 1934 | 46       | 24    |
| Atlético de Madrid     | España | 1934 - 1936 | 39       | 14    |
| Deportivo de La Coruña | España | 1936 - 1946 | 60       | 20    |

### Como entrenador
| Club                   | País   | Año         |
| ---------------------- | ------ | ----------- |
| Deportivo de La Coruña | España | 1941 - 1943 |
| Deportivo de La Coruña | España | 1951 - 1952 |